# Melanopais gemmaria
Melanopais gemmaria – gatunek chrząszcza z rodziny kózkowatych i podrodziny zgrzypikowych. Jedyny przedstawiciel rodzaju Melanopais.

## Zasięg występowania
Afryka Zachodnia i Środkowa, notowany w Sierra Leone i Demokratycznej Republice Konga.